# East Village
East Village er en bydel på Manhattan i New York City.
East Villages grænser er ikke klart definerede, men er omtrent de følgende: til vest NoHo (omkring 3rd Avenue og Bowery), til øst East River, til syd Lower East Side (ved Houston Street) og til nord ved 14th Street.
East Village var tidligere et fattigt immigrant område, men blev i 1970'erne indtaget af unge punkere og kunstner-typer, som gjorde St. Marks Place til hovedgaden i kvarteret. Siden er der kun flyttet flere og flere kunstnere til området. 
40°43′39″N 73°59′09″V / 40.7275°N 73.9858°V